# Vương thất Sisowath
Vương thất Sisowath (tiếng Khmer: រាជវង្សស៊ីសុវត្ថិ, UNGEGN: Réachôvôngs Sisŏvôtthĕ, ALA-LC: Rājavangs S″īsuvatthi [riəceaʔʋɔŋ siːsoʋat]; n.đ. 'vương triều Sisowath') là một trong hai hoàng tộc của Campuchia cùng với Vương thất Norodom. Cả nó và nhà chị em của hoàng tộc này đều có quyền lên ngôi với tư cách là hậu duệ của Quốc vương Ang Duong. Các thành viên của vương thất này đều là hậu duệ của Quốc vương Sisowath trị vì từ năm 1904 đến năm 1927. Đây là hoàng tộc cầm quyền từ năm 1904 đến năm 1941. Vương thất này đã sản sinh ra ba vị vua và năm đời thủ tướng Campuchia.

## Gia phả
- Sisowath I (1840–1927)
  - Sisowath Essaravong (1858–1906)
    - Sisowath Yubhiphan (1877–1967)
    - Sisowath Rathary (1878–1946)
      - Sisowath Phineary
      - Sisowath Sorikanrattana
      - Sisowath Sirik Matak (1914–1975)
        - Sisowath Chariya (sinh năm 1940)
          - Sisowath Charidy (sinh năm 1974)
            - Sisowath Rattana Tevi (sinh năm 2002)
            - Sisowath Kethana Devi (sinh năm 2007)

        - Sisowath Sirirath (sinh năm 1946)

      - Sisowath Methavy (1922–1978)
        - Sisowath Thomico (sinh năm 1952)

      - Sisowath Essaro (1924–2004)
        - Sisowath Tesso

      - Sisowath Vitouriya (1927–1978)
      - Sisowath Thonnika (1929–1975)
      - Sisowath Virota (1932–1975)
      - Sisowath Chuttima (1935–1975)

    - Sisowath Sisura (1879–1927) kết hôn với Sisowath Darameth
      - Sisowath Ritharavong (1935–1975)
        - Sisowath Sararidh

    - Sisowath Chattivong (1887–1954)

  - Sisowath Duong Madhura (1863–?)
  - Sisowath Monivong (1875–1941) kết hôn với Norodom Kanviman Norleak Tevi (1876–1912)
    - Sisowath Monireth (1909–1975)
    - Sisowath Monipong (1912–1956)
      - Sisowath Samyl Monipong (1941)
      - Sisowath Pongsyria (1942–1975)
      - Sisowath Lysa (1942–1975)
      - Sisowath Monisisowath (1943–1975)
      - Sisowath Moniringsy (1943)
      - Sisowath Sovethvong (1945–1994)
      - Sisowath Pongneary (1947)
      - Sisowath Monisophea (1949–1975)
      - Sisowath Duong Daravong (1950–1974)
      - Sisowath Reymoni (1952–1975)
      - Sisowath Siviman (1953–1975)
      - Sylvia Sisowath (1954–1975)
      - Sisowath Ponnirath (1956–1975)

    - Sisowath Kossamak (1904–1975) kết hôn với Norodom Suramarit
      - Norodom Sihanouk
- Sisowath Chamraengvongs (1870–1916) kết hôn với Sisowath Yubhiphan
  - Sisowath Youtevong (1913–1947)
- Sisowath Watchayavong (1891–1972)
- Sisowath Duong Lakheana
  - Sisowath Darameth
- Sisowath Narith (sinh năm 1964)
  - Richard Sisowath Chhorothavong (sinh năm 1988)
  - Jessica Darleya Sisowath (sinh năm 1992)
  - Sisowath Noryvong Nikko (sinh năm 1992)
  - Sisowath Narita (sinh năm 1996)
  - Sisowath Chakrey Viraktep (sinh năm 1997)
- Sisowath Yeun Vong (1918–2008)

## Danh sách quốc vương Sisowath
| Chân dung                                 | Tên gọi                                              | Trị vì              | Trị vì              | Trị vì           |
| Chân dung                                 | Tên gọi                                              | Từ                  | Đến                 | Tổng cộng        |
| ----------------------------------------- | ---------------------------------------------------- | ------------------- | ------------------- | ---------------- |
|                                           | Sisowath ស៊ីសុវត្ថិ (sinh 1840 – mất 1927)                | 27 tháng 4 năm 1904 | 9 tháng 8 năm 1927  | 23 năm, 104 ngày |
|                                           | Sisowath Monivong ស៊ីសុវត្ថិ មុនីវង្ស (sinh 1875 – mất 1941) | 9 tháng 8 năm 1927  | 23 tháng 4 năm 1941 | 13 năm, 257 ngày |
| Tập tin:Painting of Sisowath Kossamak.jpg | Sisowath Kossamak ស៊ីសុវត្ថិ កុសមៈ (sinh 1904 – mất 1975)   | 20 tháng 6 năm 1960 | 9 tháng 10 năm 1970 | 10 năm, 111 ngày |

## Danh sách vương hậu Sisowath
| Chân dung                                 | Tên gọi                                            | Trị vì             | Trị vì             | Trị vì         |
| Chân dung                                 | Tên gọi                                            | Từ                 | Đến                | Tổng cộng      |
| ----------------------------------------- | -------------------------------------------------- | ------------------ | ------------------ | -------------- |
| Tập tin:Painting of Sisowath Kossamak.jpg | Sisowath Kossamak ស៊ីសុវត្ថិ កុសមៈ (sinh 1904 – mất 1975) | 3 tháng 3 năm 1955 | 3 tháng 4 năm 1960 | 5 năm, 31 ngày |

## Danh sách thủ tướng Sisowath
| Chân dung | Chân dung | Tên gọi                                                     | Nhiệm kỳ             | Nhiệm kỳ             | Nhiệm kỳ       | Đảng phái  |
| Chân dung | Chân dung | Tên gọi                                                     | Từ                   | Đến                  | Tổng cộng      | Đảng phái  |
| --------- | --------- | ----------------------------------------------------------- | -------------------- | -------------------- | -------------- | ---------- |
|           |           | Sisowath Monireth ស៊ីសុវត្ថិ មុនីរ៉េត (sinh 1909 – mất 1975)         | 17 tháng 10 năm 1945 | 15 tháng 12 năm 1946 | 1 năm, 59 ngày | Độc lập    |
|           |           | Sisowath Youtevong ស៊ីសុវត្ថិ យុត្តិវង្ស (sinh 1913 – mất 1947)      | 15 tháng 12 năm 1946 | 17 tháng 7 năm 1947  | 214 ngày       | Dân chủ    |
|           |           | Sisowath Watchayavong ស៊ីសុវត្ថិ វឌ្ឍឆាយាវង្ស (sinh 1891 – mất 1972) | 25 tháng 7 năm 1947  | 20 tháng 2 năm 1948  | 210 ngày       | Dân chủ    |
|           |           | Sisowath Monipong ស៊ីសុវត្ថិ មុនីពង្ស (sinh 1912 – mất 1956)        | 30 tháng 5 năm 1950  | 3 tháng 3 năm 1951   | 277 ngày       | Độc lập    |
|           |           | Sisowath Sirik Matak ស៊ីសុវត្ថិ សិរិមតៈ (sinh 1914 – mất 1975)      | 11 tháng 3 năm 1971  | 18 tháng 3 năm 1972  | 1 năm, 7 ngày  | FANK (ANK) |